# Phrixocomes gephyrea
Phrixocomes gephyrea är en fjärilsart som beskrevs av Turner 1936. Phrixocomes gephyrea ingår i släktet Phrixocomes och familjen mätare. Inga underarter finns listade i Catalogue of Life.